# محمد حيدر زمار
محمد حيدر زمار (بالألمانية: Muhammad Haidar Zammar)‏ (و. 1961 – م) ألماني ولد في حلب. غادر محمد حيدر بن عادل زمّار مدينة حلب السورية إلى ألمانيا للعمل في مهنة الميكانيك مع عائلته، وكان عمره 13 عاماً، وحظي زمّار بمكانة بارزة بين الإسلاميين في مدينة هامبورغ الألمانية وأصبح معروفًا في العديد من المساجد في هامبورغ بألمانيا. بينما كان لا يزال في المدرسة الثانوية وبعد تخرجه من الكلية خطط للعمل في مرسيدس- بنز ثم عمل مترجماً في المملكة العربية السعودية، ثم تولى وظيفة كسائق شاحنة في هامبورغ. لكن في عام 1991 قرر التفرغ للجهاد وذلك بمسانده من السوري «محمد مأمون دركزنلي».

## انضمامه إلى القاعدة
سهّل «محمد مأمون دركزنلي» لزمار الوصول إلى الأردن في بداية الثمانينات والاتصال بزعيم «الطليعة المقاتلة» وقتذاك بهدف الدخول إلى سورية لـ«الجهاد والاستشهاد فيها». بقي في الأردن نحو شهر لكنه لم يستطع الدخول إلى سورية بسبب تكثيف الدوريات الأمنية على الحدود خلال الفترة التي شهدت قيام «الأخوان» بعمليات ضد النظام السوري، عاد إلى ألمانيا حيث جرت مزاوجة بين «الطليعة» و«القاعدة» فركز لاحقاً على الجهاد في أفغانستان وشارك في القتال هناك في العام 1991 ثم في الشيشان وكوسوفو والبوسنة والهرسك بين عامي 1992 و1995 و«تدرب على المتفجرات والسموم». وكان يتحرك تحت غطاء التجارة بالأدوات الكهربائية بين باكستان وأفغانستان.
عاد زمار في العام 1997 من أفغانستان إلى ألمانيا ما لفت انتباه الألمان، وبعد إلقائها القبض على ممدوح محمود سالم في العام 1998 بدأت السلطات الألمانية بمراقبة نشاطاته في مسجد «القدس» في هامبورغ حيث كان يقوم بعمليات الدعوة إلى «الجهاد في سبيل الله». وأخذ يركز جهده على الشباب العرب الذين يترددون على مساجد هامبورغ واستطاع تجنيد محمد عطا وزياد الجراح ومروان الشحّي وأرسلهم إلى أفغانستان في العام 1998 استعداداً للانتقال إلى أميركا للتدرب على الطيران بإشراف خالد الشيخ خال رمزي يوسف، الذي يعتقد أنه «هندس» العملية وأشرف على تدريبهم لتنفيذ العملية ثم عاد إلى أفغانستان قبل حصول التفجيرات بنحو عشرة أيام.
تأكد حضور زمّار اجتماعات في منزل محمد عطا في هامبورغ في شباط فبراير 1999 ضمت اليمني رمزي بن الشيبة والألماني سعيد بهاجي اللذين يعتقد بمشاركتهما في التخطيط لتفجيرات 11 سبتمبر/أيلول 2001، ثم عثر لاحقاً على كتب دينية في منزل بهاجي مهداة بقلم زمّار وتوقيعه. وتبين أن فترة انخراط المجموعة في «القاعدة» تعود إلى نهاية 1998 وبداية 1999 قبل إرسالهما إلى هناك، والواضح أن زمار «لعب دوراً قيادياً وحاسماً في تجنيد مجموعة من الجهاديين، بعد استقطابهم وترتيبهم استعداداً للذهاب إلى أفغانستان» التي زارها بنفسه لحضور دورات تدريب لبعض منفذي التفجيرات.

## اعتقاله في سوريا
نشرت صحيفة «بيلد» الألمانية خبر اعتقال زمّار لأول مرة يوم الثلاثاء 17 نيسان/أبريل 2018 على يد مجموعة من قوات سوريا الديمقراطية، حيث يتهم زمّار بتجنيد بعض العناصر التي نفذت اعتداءت 11 سبتمبر/أيلول 2001 في نيويورك وواشنطن، حيث لا يوجد دليل أن زمار كان على علم بالتخطيط لهجمات 11 سبتمبر/أيلول ، حيث حققت السلطات الألمانية مع زمار بعد هجمات 11 سبتمبر/أيلول 2001 بتهمة «دعم منظمة إرهابية»، لكنها أطلقت سراحه، ثم غادر بعدها البلاد.
وفي ديسمبر/كانون الأول 2001، اعتُقل زمار في المغرب ورُحّل إلى سوريا في إطار برنامج لوكالة الاستخبارات المركزية الأمريكية يُطلق عليه «الترحيل الاستثنائي».
قضت محكمة سورية عليه بالسجن 12 عاماً في 2007، بعدما أدانته بأربع تهم أبرزها الانتماء لجماعة «الإخوان المسلمون»، ولكن مع اندلاع الثورة السورية، وبعد ستة أعوام تم إطلاق سراح العديد من السجناء الإسلاميين، في صفقة لتبادل السجناء بين الحكومة السورية وجماعة أحرار الشام.